# خوشابا
قرية خوشابا (بالكردية: Xoşaba - خۆشابا)‏ هي قرية عراقية تقع في قضاء تلكيف في محافظة نينوى شمال العراق.
تقع القرية على مسافة 20كم جنوب شرق ألقوش و9كم شمال شرق تللسقف في سهل نينوى، وتعد من المناطق المتنازع عليها في العراق بين الحكومة المركزية وحكومة إقليم كردستان العراق. سكان قرية خوشابا يزيديون.